# 네일건

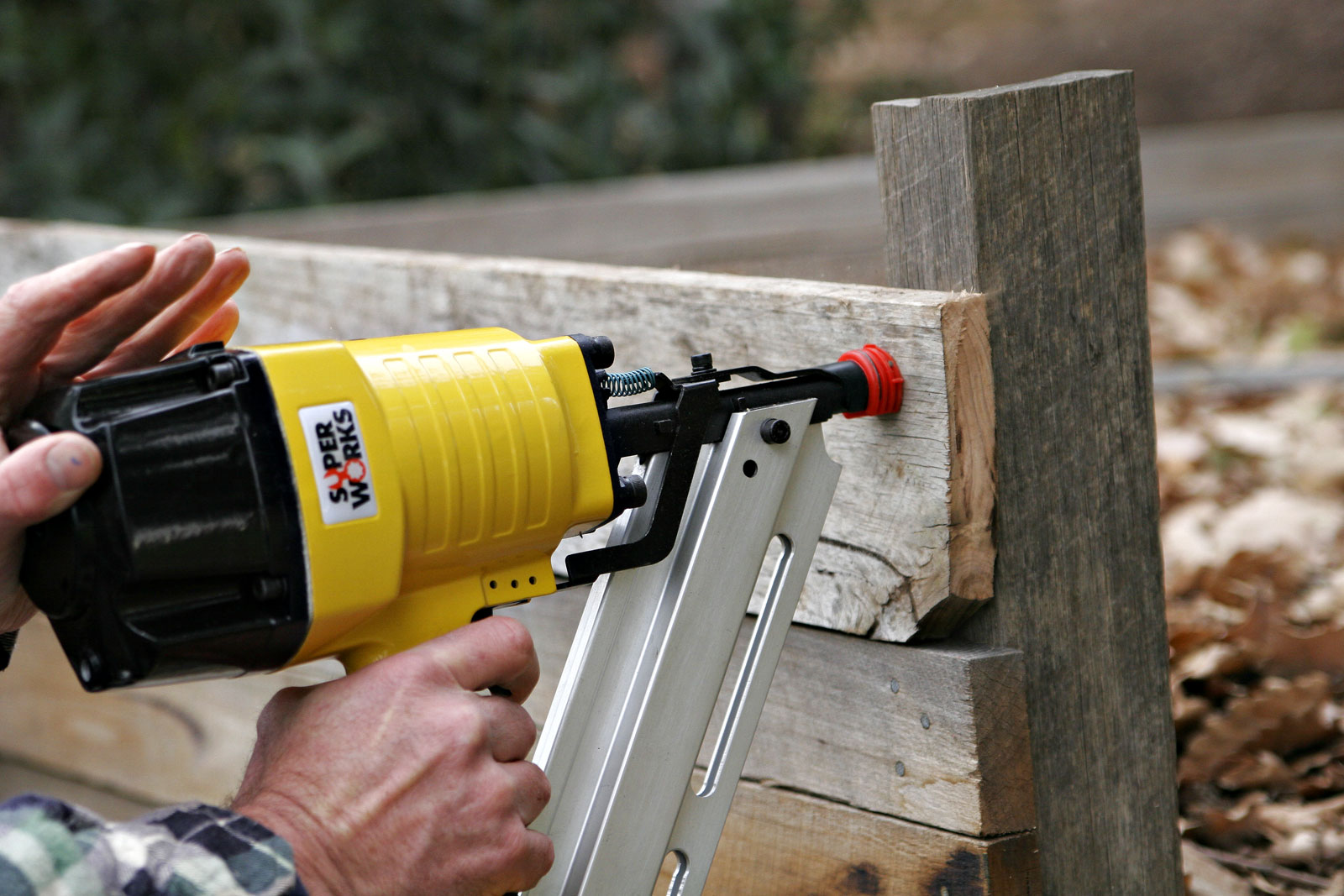
네일건

네일건(영어: nail gun)은 못을 판 등의 재료에 고정할 때 사용하는 도구의 일종이다. 못을 박는 도구는 못을 나무 또는 기타 재료에 박는 데 사용되는 망치의 한 형태이다. 일반적으로 압축 공기(공압), 전기, 부탄가스 또는 프로판가스과 같은 고인화성 가스 또는 분말 작동식 도구의 경우 작은 폭발물에 의해 구동된다. 네일건은 건축업자들이 선택하는 도구로 여러 면에서 망치를 대체했다.
네일 건은 하워드 휴즈의 휴스 H-4 허큘리스(스프루스 구스로 알려짐)에 대한 그의 작업을 위해 교육을 받은 토목 기사인 모리스 피누스에 의해 설계되었다. 나무 동체를 함께 못을 박고 붙인 다음 못을 제거했다.
최초의 네일건은 공기 압력을 사용했으며, 1950년에 시장에 출시되어 주택 바닥 덮개 및 하위 바닥의 건설을 가속화했다. 원래의 네일건으로 작업자는 서서 사용했으며, 분당 40-60개의 못을 박을 수 있었다. 네일건에는 400-600개의 못을 한번에 수납할 수 있다.

## 사용
네일건은 디자인에 따라 긴 클립(스테이플 스틱과 유사)에 장착되거나 종이 또는 플라스틱 캐리어에 정렬된 패스너를 사용한다. 일부 풀 헤드 네일건, 특히 팔레트 제작 및 루핑에 사용되는 네일건은 긴 플라스틱 또는 와이어 배열 코일을 사용한다. 일부 스트립 못을 박는 도구는 잘린 머리를 사용하여 못을 더 가까이 붙일 수 있어 재장전 빈도가 줄어든다. 클립 헤드 못은 때때로 주 또는 지역 건축법에 의해 금지된다. 풀 라운드 헤드 못과 링 생크 못은 잡아당기는 데 더 큰 저항력을 제공한다. 네일러는 또한 패스너가 와이어 또는 플라스틱 조합으로 제공되는 '코일' 유형일 수 있으며, 드럼 매거진 이 있는 네일건과 함께 사용된다. 장점은 하중당 더 많은 패스너가 있지만 추가 중량을 희생해야 한다는 것이다. 강철 또는 콘크리트에 사용하도록 설계된 산업용 못은 폭발성 캡에 대한 자동 장전 작동이 있을 수 있지만, 대부분은 손으로 못을 박아야 한다. 네일건은 박을 수 있는 못의 길이와 게이지(두께)가 다르다.

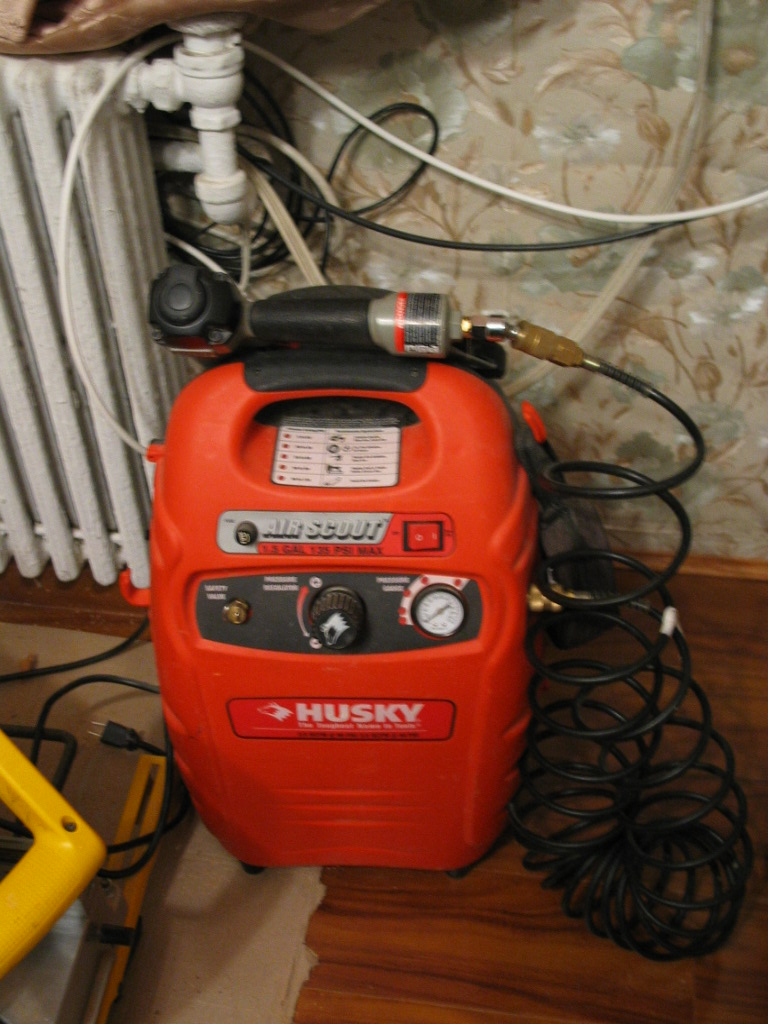
공기압축기는 네일건으로 공기를 공급한다

패스너의 가장 작은 크기는 일반적으로 "핀 네일러"라고 하는 23 게이지(직경 0.025인치 또는 0.64mm)이며, 일반적으로 최소 헤드만 있다. 그들은 비즈, 몰딩 등부터 가구에 이르기까지 중간 크기의 7~8인치(18~20cm) 베이스보드, 크라운 몰딩 및 케이싱까지 모든 것을 부착하는 데 사용된다. 길이는 일반적으로 3/8에서 1/4인치(10 ~ 32mm) 사이이다. 일부 산업용 도구 제조업체는 최대 2인치(51mm)까지 공급한다. 23 게이지 마이크로핀은 사용자가 브래드 네일보다 훨씬 작은 구멍을 남김으로써 구멍을 메우는 데 일반적으로 걸리는 시간을 없애고, 훨씬 더 좋아 보이는 완제품을 보여주면서 빠르게 자리를 잡아가고 있다.
다음 사이즈 업은 종종 " 브래드 " 라고 불리는 18 게이지(직경 1.02mm) 고정이다. 이 고정 장치는 몰딩을 고정하는 데에도 사용되지만 더 작은 22~24 게이지 고정 장치와 같은 방식으로 사용할 수 있다. 더 큰 강도로 인해 일부 구멍 채우기가 허용되는 활엽수의 트림 목공에 사용된다. 대부분의 18 게이지 브래드는 헤드가 있지만 일부 제조업체는 헤드가 없는 고정 장치를 제공한다. 길이는 5 ⁄ 8 ~ 2인치(16 ~ 51mm)이다.
다음 크기는 16 및 15 게이지(1.63 및 1.83 mm 직경)이다. 이들은 일반적으로 "마무리 손톱"이라고 한다. 길이는 5⁄8에서 2 1/2 인치(16 및 64mm) 사이이며, 구멍이 메워지고 이후에 작업이 칠해지는 많은 침엽수 및 MDF 트림 작업(예: 베이스보드 / 스커팅 , 건축 등)의 일반적인 고정에 사용된다.
기존의 결합 고정 장치의 가장 큰 크기는 골조, 울타리 및 기타 형태의 구조 및 외부 작업에 사용되는 잘린 머리와 전체 머리 못이다. 이 못은 일반적으로 생크 직경이 0.11 ~ 0.13인치(2.8 ~ 3.3mm)이지만 일부 제조업체에서는 더 작은 직경의 못도 제공한다. 일반적인 길이는 2에서 3+1/3(51 ~ 85mm) 사이이다.  샹크 스타일에는 단순형, 링 환형, 트위스트 등이 포함되며, 해당 용도에 필요한 인발 저항성, 부식 저항성 등에 따라 평강, 아연도금강, 셰라르화강, 스테인리스강 등을 포함한 다양한 재료와 마감재가 제공된다. 이러한 크기의 고정 장치는 응용 프로그램에 따라 스틱 조합 형태(종종 전체 헤드의 경우 20° ~ 21°, 클립 헤드의 경우 28° ~ 34°) 또는 코일 형태(팔레트/루핑 네일러에 사용)로 제공된다. 머리 전체가 있는 못은 잘린 머리못보다 인발 저항이 더 크며, 많은 허리케인 지역에서 구조적 프레임을 위한 코드로 의무화되어 있다.
건설에서 흔히 볼 수 있는 또 다른 유형의 고정은 큰 머리의 못 과 거의 유사한 스트랩 고정이다. 이들은 조이스트 행거, 코너 플레이트, 강화 스트랩 등과 같은 금속 제품을 목재 구조물에 고정하기 위해 스트랩 샷 네일러(또는 포지티브 배치 네일러 UK)와 함께 사용된다. 고정 지점이 외피가 아니어서 네일건을 발사하기 전에 정확한 위치를 지정할 수 있다는 점에서 기존 네일러와 다르다.
최대 6개의 스파이크를 구동할 수 있는 다른 전문 못을 박는 도구도 사용할 수 있다. 16cm 길이로 나무를 강철 등에 고정한다.
손바닥 못을 박는 도구는 일반적으로 공압식으로 한 손에 쏙 들어오는 작고 가벼운 도구이다. 좁은 공간에서의 작업에 편리하며, 짧은 손톱과 긴 손톱을 모두 박을 수 있다. 한 번의 타격이 아니라 반복적인 해머 타격(초당 약 40회)이 패스너를 구동한다.

## 안전
미국 질병통제예방센터(CDC)에 따르면 미국에서는 매년 약 42,000명이 네일건으로 인한 부상으로 응급실을 찾는다. 이러한 부상의 40%는 소비자에게 발생한다. 네일건 부상은 1991년과 2005년 사이에 세 배로 증가했다. 발과 손 부상은 가장 흔한 부상 중 하나이다. 미국 소비자 제품 안전 위원회 (US Consumer Product Safety Commission)는 네일건 상처를 치료하는 데 전국적으로 응급 의료, 재활 및 산재 보상 비용으로 연간 최소 3억 3,800만 달러가 소요되는 것으로 추정한다. 종종 도구를 판매하는 직원은 부상을 방지할 수 있는 안전 기능이나 사용과 관련된 위험에 대해 거의 알지 못한다.
손가락, 손, 발의 부상은 가장 흔한 3가지 부상 중 하나이지만 팔, 다리 및 내장과 같은 다른 신체 부위를 침범하는 부상도 있다. 이러한 부상 중 일부는 심각하고 일부는 사망에 이르렀다.
모든 종류의 네일건은 위험할 수 있으므로 일반적으로 총기와 유사한 안전 예방 조치를 사용하는 것이 좋다. 안전을 위해 네일건은 총구가 목표물에 닿도록 설계되었다. 특별히 목적을 위해 개조하지 않는 한, 발사체 무기로 효과적이지 않다.
가장 일반적인 발사 메커니즘은 이중 작동 접촉식 트립 트리거로, 못이 배출되려면 수동 트리거와 코 접촉 요소를 모두 눌러야 한다. 더 안전한 순차 트립 방아쇠는 방아쇠와 동시에가 아니라 수동 방아쇠 전에 노즈 접촉을 눌러야한다. CDC에 따르면 접촉 트립 도구로 인한 부상의 약 65%에서 69%는 순차 트립 트리거를 사용하여 예방할 수 있다.
네일건에서 손톱이 방출되는 것과 관련된 반동이 있다. 접촉 방아쇠를 사용하면 노즈가 나무 표면이나 반동 후 이전에 배치된 못에 부딪힐 경우 총이 의도하지 않은 못을 발사할 수 있다. 터치 팁(접촉) 트리거가 있는 네일러는 이 이중 발사에 취약하다. CPSC(소비자 제품 안전 위원회)의 2002년 엔지니어링 보고서에 따르면 두 번째 못의 반동과 발사는 방아쇠를 풀기 훨씬 전에 발생한다. 접촉 방아쇠가 있는 도구 사용자의 급성 부상 비율은 두 배나 높다.
2011년 9월, 산업안전보건청 (OSHA)과 국립산업안전보건 연구소(NIOSH)는 순차 방아쇠가 있는 도구의 사용, 사용 전 교육, 눈 보호와 같은 적절한 보호 장비의 사용. 2013년 6월 NIOSH는 네일건의 위험과 장치를 올바르게 사용하는 방법에 대한 정보를 제공하는 교육용 만화를 발표했다.
네일건을 가장 많이 사용하는 프레임 목수 들의 네일건 사고를 줄이기 위한 연구가 진행 중이다.

## 종류

### 공압식 네일건
압축 공기를 사용하여 패스너를 구동하는 가장 인기 있는 유형의 네일건이다. 따라서 압축기(직류 또는 현장 발전기)를 작동하는 것은 압축기와 전원 모두에 의존하며, , 성가신 고압 공기 호스(추운 날씨에 극도로 뻣뻣할 수 있음)에 의해 사용에 지장을 받는다. 날씨, 그리고 언제든지 감겨 있었던 성가신 "기억"을 유지).
공압식 네일건은 또한 연속적으로 구동할 수 있는 패스너의 수에서 압축기의 크기와 반발률에 의해 제한을 받다.
역사적으로 공압식 공기총은 매일 오일을 발라야 했지만(최소한) "오일 프리" 버전도 생산된다.

### 화약 동력 네일건
폭발 동력("화약 작동") 네일건은 두 가지 광범위한 범주로 나뉜다.
1. 직접 구동 또는 고속 장치. 이것은 손톱에 직접 작용하는 가스 압력을 사용하여 손톱을 구동한다.
2. 간접 구동 또는 저속 장치. 이것은 못을 구동하는 무거운 피스톤에 작용하는 가스 압력을 사용한다. 간접 구동 못을 박는 도구는 조작되거나 오용되더라도 자유로이 날아가는 발사체를 발사할 수 없기 때문에 더 안전하고 못의 속도가 낮을수록 작업 기판의 폭발적인 산산조각이 발생할 가능성이 적다.

두 유형 모두 적절한 카트리지 부하로 매우 강력하여 못이나 기타 패스너를 단단한 콘크리트, 석재, 압연 철골 등에 쉽게 박을 수 있다.

### 연소 동력 네일건
작은 실린더에서 가스(예: 프로판 )와 공기 폭발로 구동됨. 피스톤이 못을 직접 밀고 회전부가 없다.

### 전동 네일건
전동 네일건의 한 유형에서는 회전하는 전기 모터가 강력한 스프링을 점진적으로 압축했다가 갑자기 해제한다.

### 솔레노이드 구동식 네일건
여기에서 솔레노이드는 못을 추진하는 긴 앞 막대가 있는 금속 피스톤을 추진한다.
솔레노이드는 피스톤이나 발사체를 솔레노이드의 중앙으로 끌어당기는 경향이 있다. 일련의 솔레노이드를 사용하는 경우(네일건을 일종의 코일건으로 만든다) 더 많은 전력을 얻으려면 피스톤이 솔레노이드의 중앙에 도달할 때 각 솔레노이드를 꺼야 한다. 다중 솔레노이드 코일건에서 큰 커패시터(각 솔레노이드에 하나씩 부착됨)에서 짧은 전력 버스트가 피스톤이나 발사체를 추진하기 위해 적시에 온다. 자세한 내용은 강자성 발사체용 코일건을 참조.

### 핀 네일러
핀네일러는 마감 못 대신 간단한 핀 모양의 패스너를 구동하는 네일건 유형이다.
핀네일러는 가구, 캐비닛 및 인테리어 목공용 몰딩에 자주 사용된다. 또한 클램프로 단단히 고정할 수 없는 불규칙한 모양의 조각에 대한 임시 패스너로도 사용할 수 있다.

## 갤러리

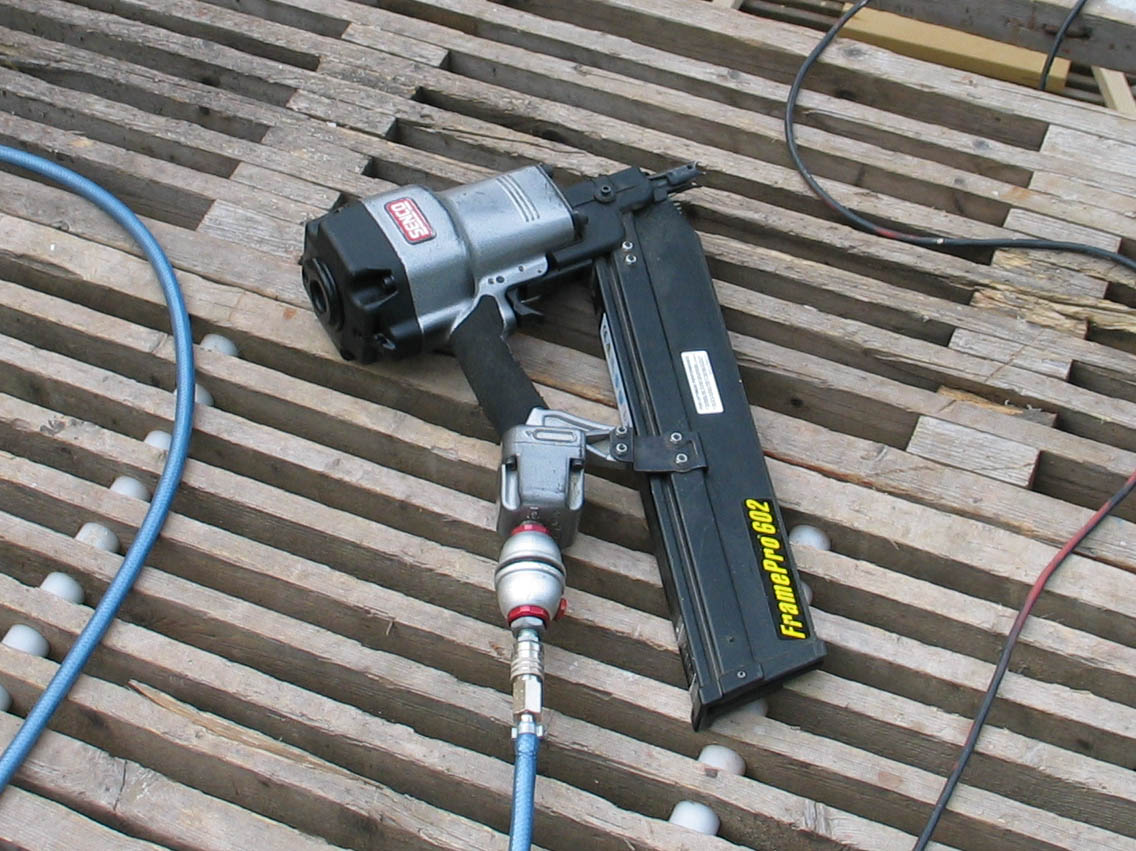
공압식 네일건에는 압축 공기 전원 공급 장치용 호스가 필요하다
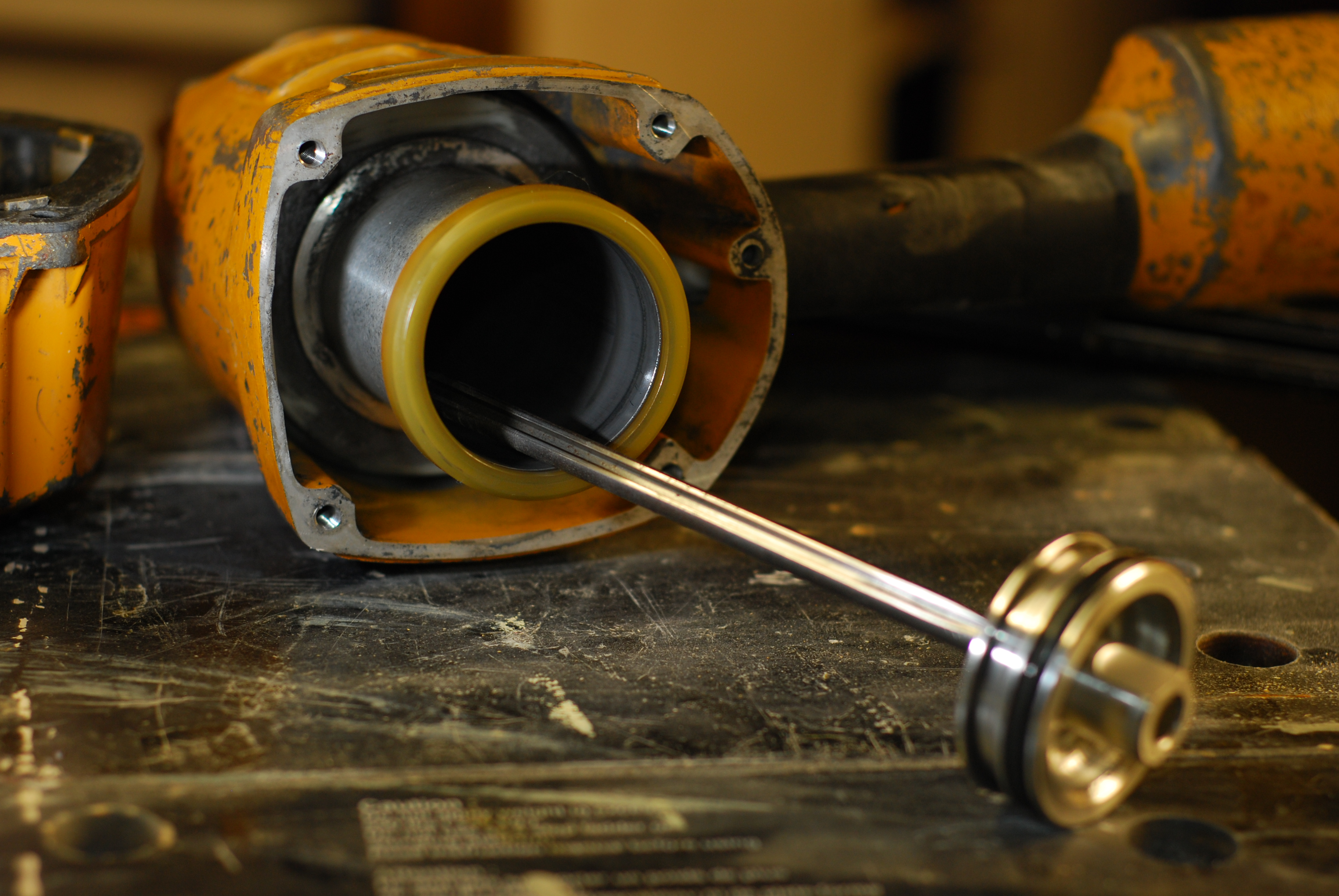
네일건 헤드의 피스톤이 패스너를 구동한다.
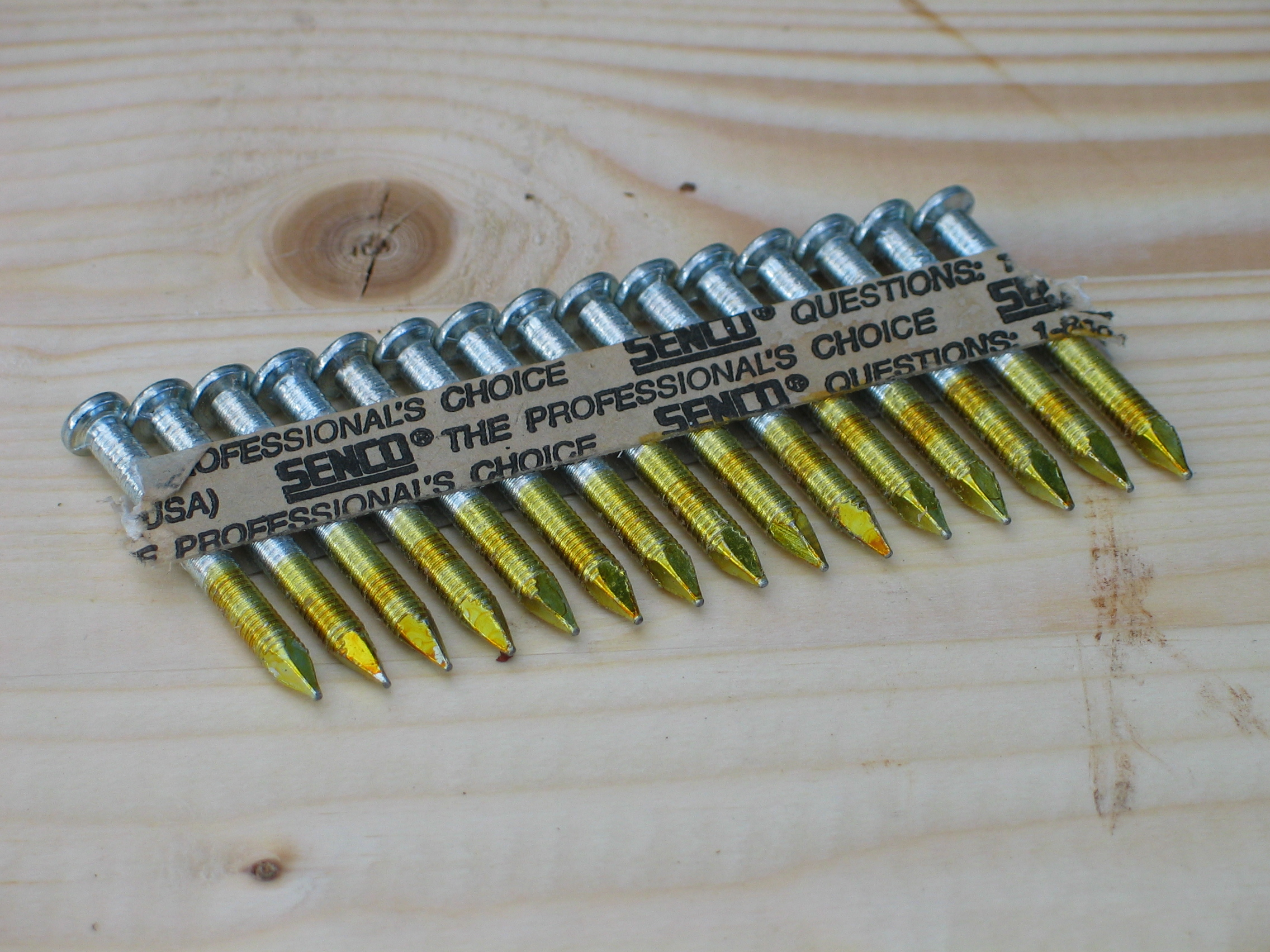
못은 종이, 플라스틱 및 가는 용접 와이어로 "클립"으로 묶인다.
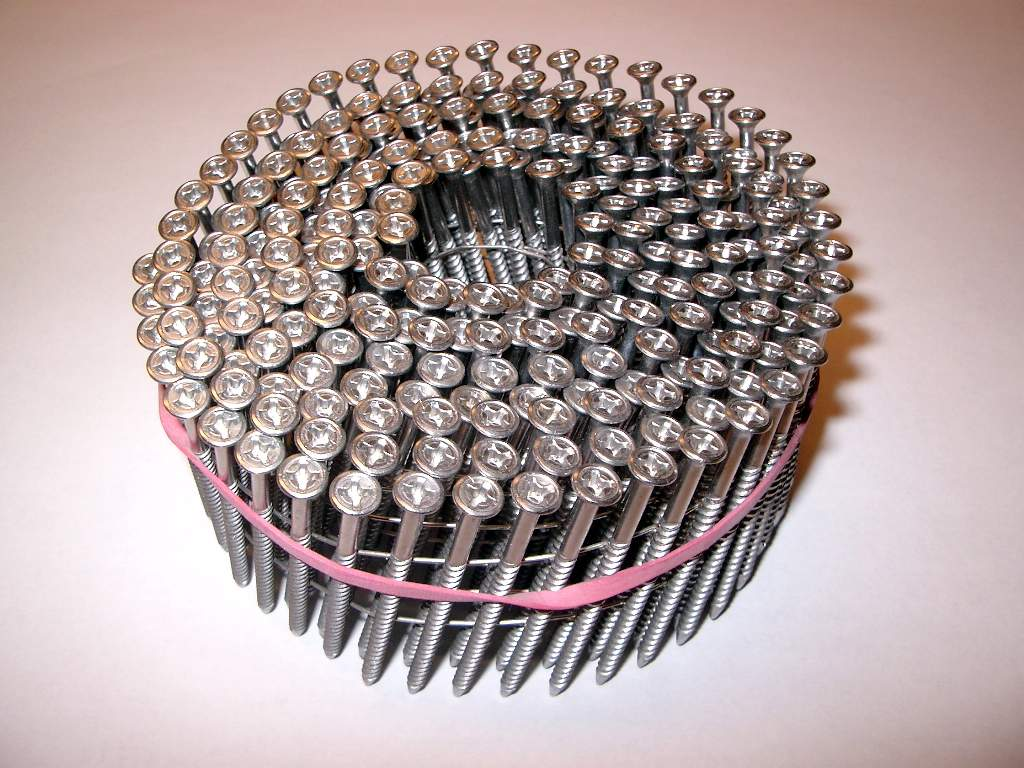
못은 "코일 네일러"용 코일로 제공된다.
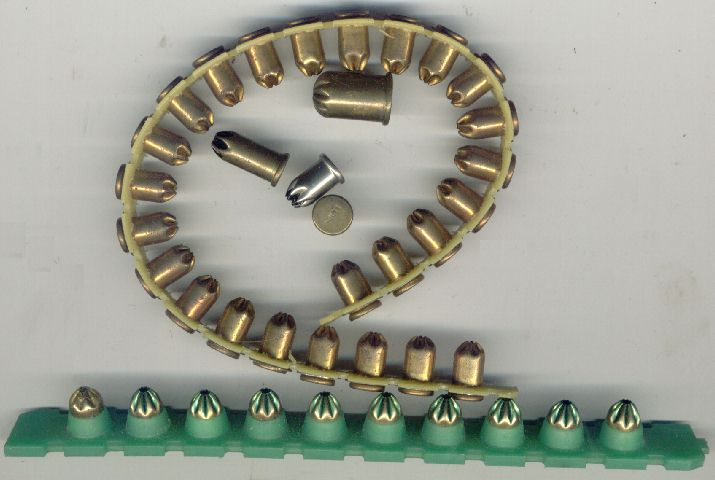
카트리지는 화약 작동식 네일건에 사용된다.
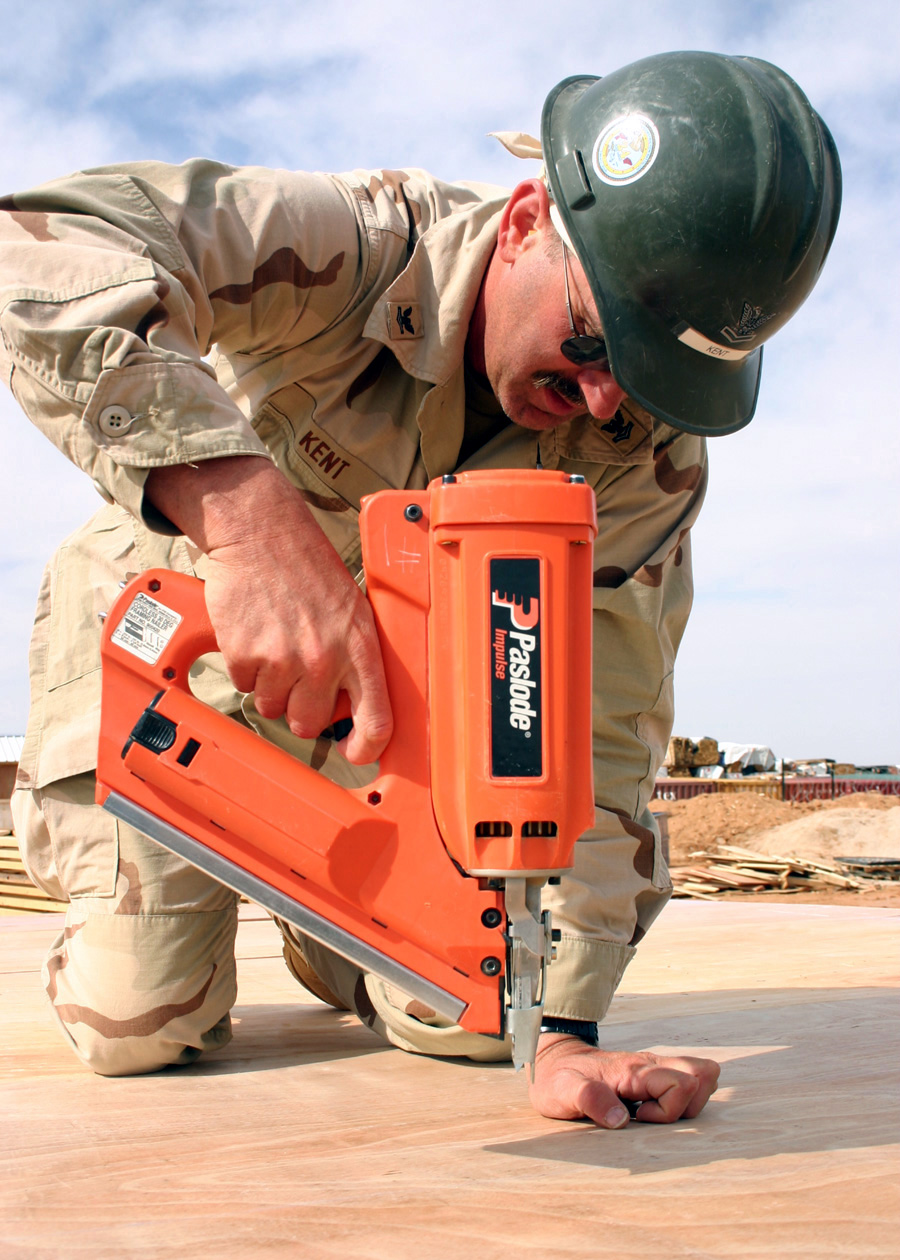
가연성 연료 및 전기 점화기는 많은 "무선" 네일건에 파워를 공급한다.
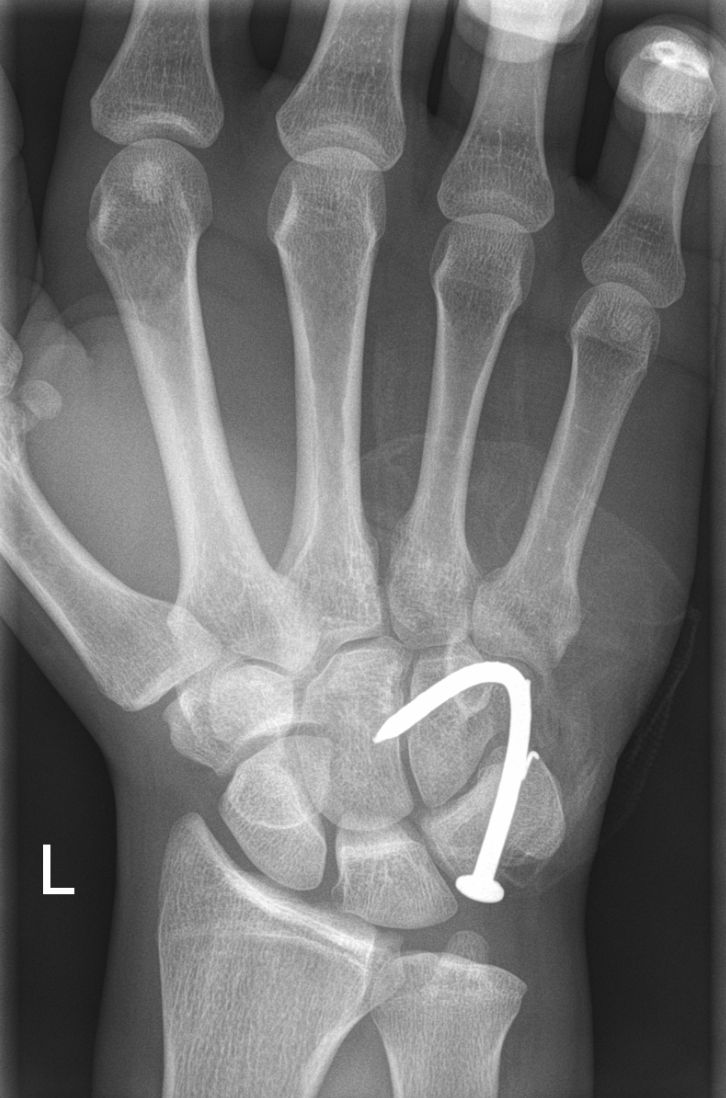
네일건 부상은 흔하게 일어나며, 장애 또는 사망으로 이어질 수 있다.

## 같이 보기
- 공기압축기
- 스테이플건